# Hospital Nostra Senyora de Meritxell
L'Hospital Nostra Senyora de Meritxell és l'únic hospital d'Andorra. El nom ve de la patrona del país, Nostra Senyora de Meritxell.
L'hospital va ser construït el 1993 en un lloc molt costerut d'Escaldes-Engordany. Està construït en 12 nivells. Els tres nivells més baixos són un aparcament per 267 cotxes. Els pisos superiors formen un bloc lineal en forma de S. Hi ha 192 habitacions individuals amb bany.
El desembre de 2018 es va inaugurar una instal·lació artística per commemorar el 70è aniversari de la Declaració Universal dels Drets Humans.
Es construirà una unitat de radioteràpia nova a l'aparcament de cotxes de l'Avinguda Fiter i Rossell, al costat de l'hospital, i s'hi connectarà mitjançant un ascensor.
Els pacients que necessiten ser tractats per especialistes poden ser enviats a Barcelona o Tolosa amb helicòpter.